# Airdrop (kriptovaluta)
Az airdrop egy kriptovaluta token vagy érme előirányzott vagy kéretlen terjesztése, általában ingyenesen vagy egyes online feladatok után elvégzése után, számos tárcacímre. Az airdropokat gyakran egy új kriptovaluta vagy egy DeFi protokoll elindításához kötik, elsősorban a figyelem és az új követők szerzése érdekében, ami nagyobb felhasználói bázist és szélesebb érmeeloszlást eredményez. Az airdropok az ICO-k fontos részét képezi, mióta a kriptovállalkozások elkezdtek magánértékesítéseket végezni a nyilvános tőkebevonás helyett az indulótőke megszerzése érdekében. Az egyik példa erre az Omise cég, amely 2017 szeptemberében OmiseGO kriptovaluta kínálatának öt százalékát Ethereum-tulajdonosok között osztotta szét.
Az airdropok célja, hogy a a hálózati hatást kihasználja azáltal, hogy egy adott blokklánc-alapú pénznem, például Bitcoin vagy Ethereum meglévő birtokosait bevonja és incentivizálja az érméjükbe vagy projektjükbe.
A 2021-es általános kriptovaluta piaci bikafutam során például a nagy decentralizált pénzügyi (DeFi) projektek rekordméretű airdropokkal rukkoltak elő, az érmék értéke pedig gyakran robbanásszerű növekedést produkált. Az egyik legismertebb az ENS airdrop (Ethereum Name Service) volt, amely komoly hasznot hozott a korai befektetők számára.
2023 egyik népszerű tokenosztása az Arbitrum (ARB) airdrop volt. A piacra dobott érmék összértéke piaci áron az első nap vége felé mintegy 1,8 milliárd dollár értéket képviseltek, ebből az 1,8 milliárd dollárból 1,16 milliárd dollár értékű érmét osztottak szét. Ezzel az Ethereum alternatívaként beharangozott Arbitrum a 36. legnagyobb kapitalizációjú érmévé avanzsált az érme indexoldalak adatai alapján.
Az Egyesült Államokban a gyakorlat politikai kérdéseket vet fel adókötelezettség kontextusában, és arról, hogy az airdropok bevételt vagy tőkenyereséget jelentenek-e.
Magyarországon az airdropok és az ingyenes tokenosztások nincsenek jogi, adózási, könyvelési értelemben definiálva.

## Fordítás
Ez a szócikk részben vagy egészben  az   Airdrop (cryptocurrency) című angol Wikipédia-szócikk ezen változatának fordításán alapul.  Az eredeti cikk szerkesztőit annak laptörténete sorolja fel. Ez a jelzés csupán a megfogalmazás eredetét és a szerzői jogokat jelzi, nem szolgál a cikkben szereplő információk forrásmegjelöléseként.